# Fuerza Aérea de Azerbaiyán
La Fuerza Aérea Azerbaiyana o Fuerza de Defensa Aérea Azerbaiyana es la rama de defensa aérea de las Fuerzas Armadas de Azerbaiyán.

## Historia

Bases aéreas azeríes (no se muestran todas)

Los comienzos de la organización actual se remontan al 14 de febrero de 1919, cuando la República Democrática de Azerbaiyán compró su primer avión militar. El 14 de septiembre de ese mismo año, el ministro de guerra ordenó el establecimiento del escuadrón del ejército, quedando al mando de éste el Piloto militar teniente Teymur Khan Afshar.
El 8 de abril de 1992, durante la independencia de Azerbaiyán, el teniente del Ejército Soviético Vagif Kurbanov que sirvió en el 80° Regimiento Separado de Asalto en la Base Aérea de Sitalchay, secuestró una aeronave Sukhoi Su-25 llevándola al aeródromo civil de Yevlakh, asegurando para la Fuerza Aérea de Azerbaiyán el primer equipo de combate. En 1992 se comenzó a reformar la Fuerza Aérea nacionalizándose las estructuras y fusionándose la Fuerza Aérea con las Fuerzas de Defensa Aérea, quedando al mando el mayor general Rail Rzayev.
Para octubre de 2004 la Fuerza Aérea y de Defensa Aérea comprendía un escuadrón de cazas Mig-25 en la Base Aérea de Nasosnaya, un regimiento de aviones bombarderos en Kyurdamir con Su-17, Su-24, Su-25, MiG-21, y aeronaves de entrenamiento L-29 / 39s; un escuadrón de transporte estratégico en el Aeropuerto de Ganja con Il-76, Аn-12, An-24, y Тu-134s, un escuadrón de helicópteros basado en la Base Aérea Baku Kala con Мi-2 y Mi-8, dos talleres de reparación de aeronaves y dos unidades de misiles de defensa aérea. Otras bases aéreas incluyen la base aérea de Dollyar, el Aeropuerto de Nakhichevan, la Base Aérea de Sanqacal, y la Base Aérea de Sitalcay.
Los pilotos azeríes son entrenados en la Escuela de la Fuerza Aérea de Azerbaiyán y luego desarrollan sus habilidades más allá dentro de sus unidades. Azerbaiyán tiene un intercambio de entrenamientos con Turquía, Estados Unidos, Ucrania y otros países de la OTAN. La Escuela de la Fuerza Aérea de Turquía desempeña un gran papel en la formación de pilotos militares. Los pilotos azerbaiyanos también son entrenados en la Escuela de Pilotaje de Ucrania.

## Modernización
Desde septiembre de 2008, Turquía ha ayudado a modernizar el cuartel general del comando central de la Fuerza Aérea. Según un acuerdo turco-azerí, se instalará allí un centro de gestión del comando central de la OTAN. Un gran número de proyectos como la fabricación conjunta de aviones no tripulados se pondrá en marcha con Turquía en un futuro próximo.
Tras el asesinato del mayor general Rail Rzayev en 2009 quedó al mando de la Fuerza Aérea el Mayor General Ramiz Tahirov. Rail Rzayev, antes de su muerte, negociaba con Estados Unidos la modernización de la Fuerza Aérea de Azerbaiyán, lo que incluía adquisición de nuevo software e incluso aeronaves americanas para sustituir a las antiguas aeronaves soviéticas. Los aeródromos de Gala y la Base Aérea Nasosnaya cerca del asentamiento de Haji Zeynalabidin han sido modernizados con el apoyo de Estados Unidos como parte del Plan de Acción Individual de Azerbaiyán-OTAN, se instalaron ahí equipos especiales de seguridad aeronáutica. También se instaló un avanzado sistema de control de vuelo en la Base Aérea Dollyar con el apoyo de los Estados Unidos.

## Inventario de aeronaves

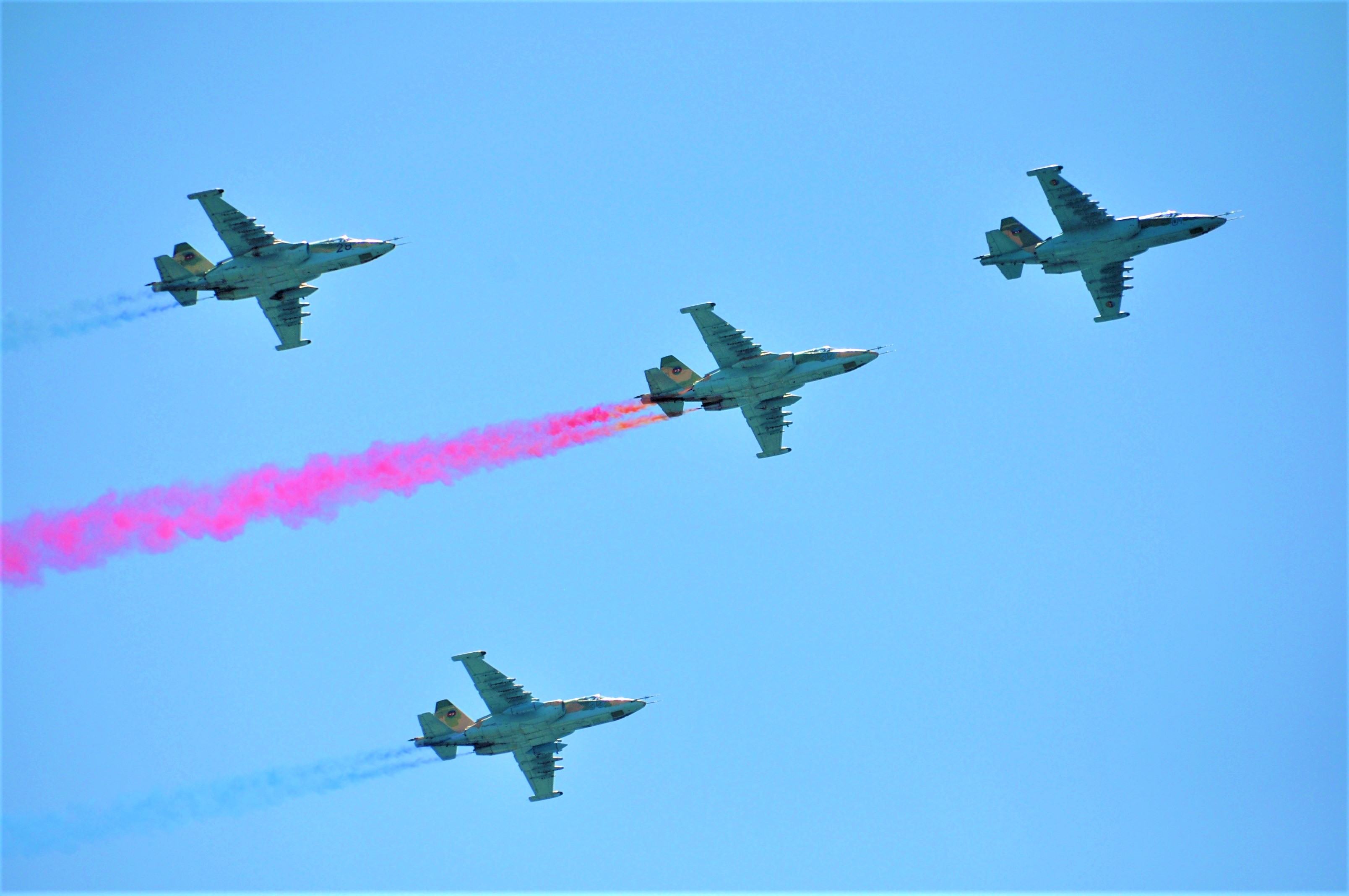
Formación de Su-25 azerbaiyanos en 2011

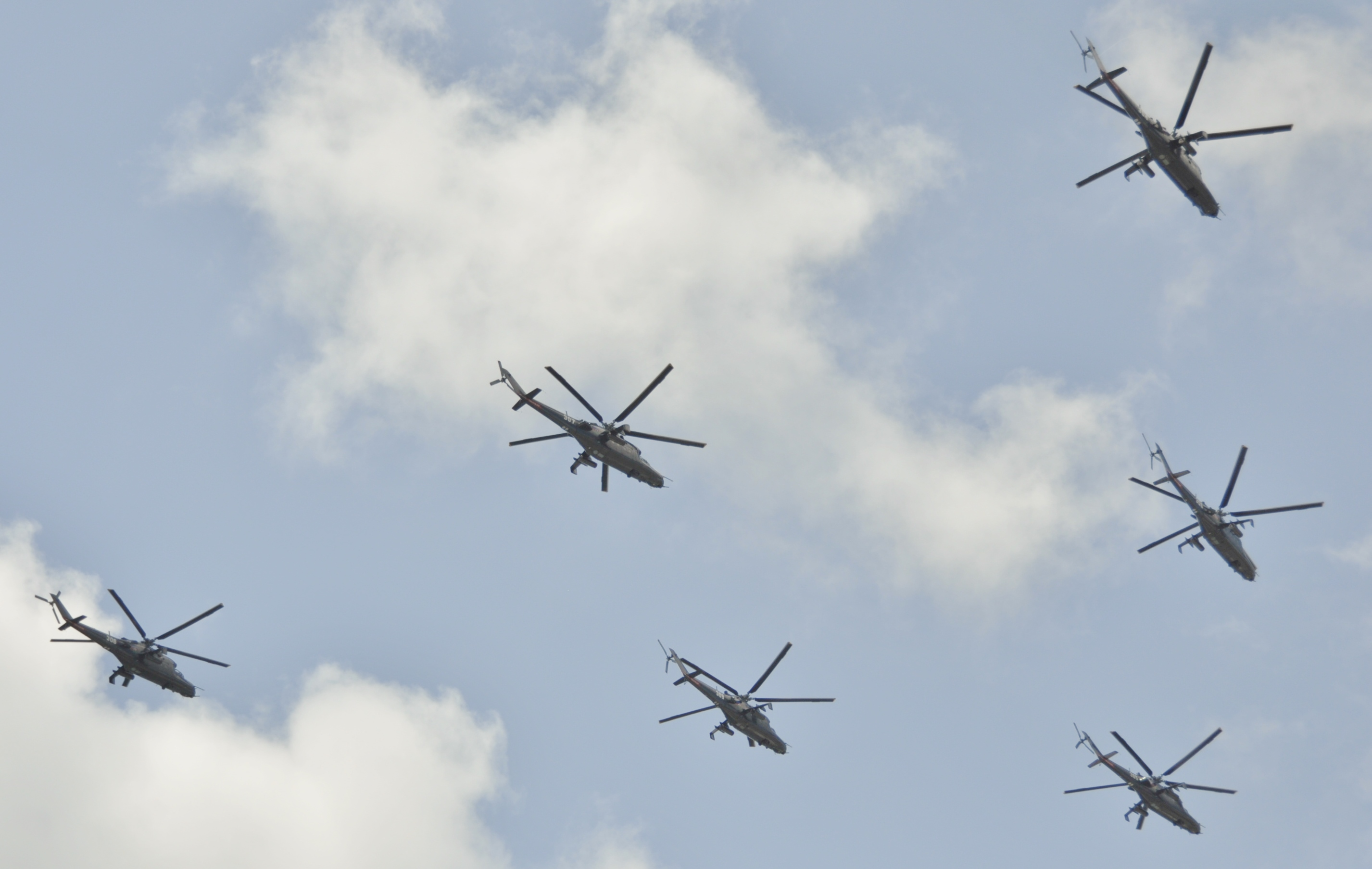
Formación de Mi-24's durante desfile militar

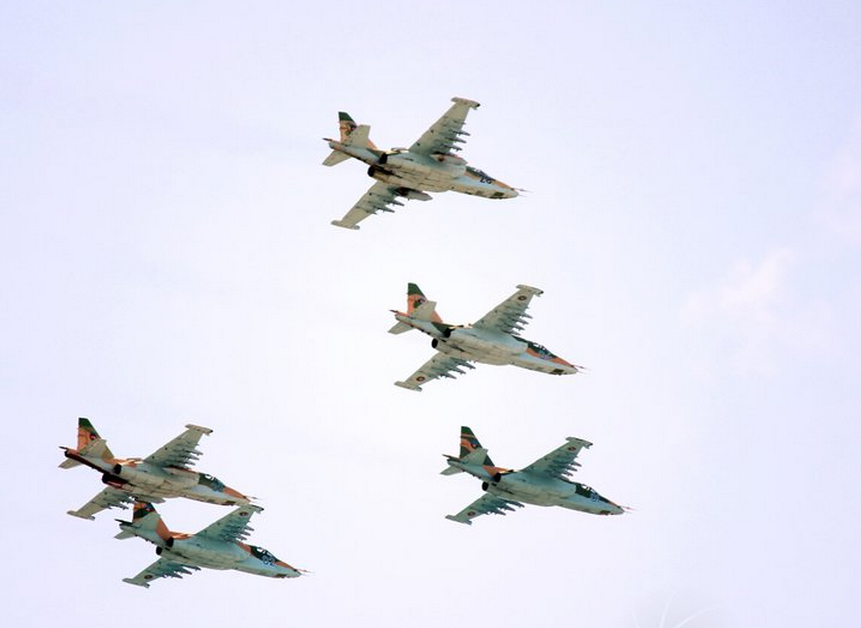
Formación de Su-25 en 2011

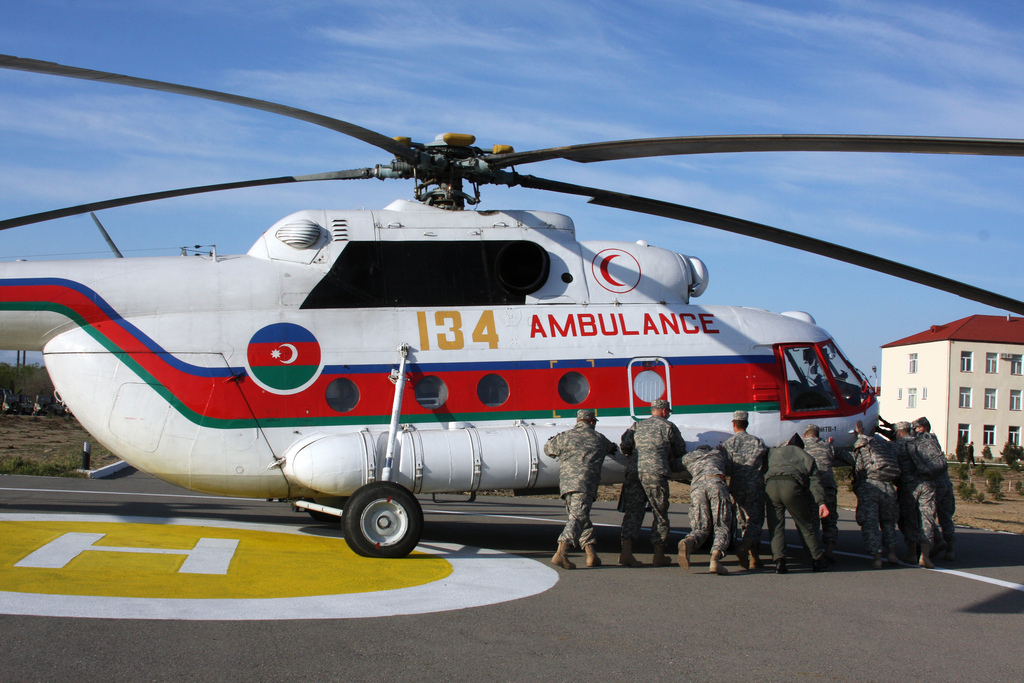
Ambulancia Aérea Mil Mi-8. de la Fuerza Aérea Azerí

En septiembre-octubre de 2010, Azerbaiyán compró 24 Rostvertol Mi-35M.8 de ellos fueron entregados a finales del primer trimestre de 2012 y otros cuatro en agosto de 2012. Con la llegada de los MiG-29, la Fuerza Aérea retiró los aviones MiG-25 que solía volar desde la Base Aérea Nasosnaya.
Azerbaiyán también fabrica bajo licencia aviones UAV diseñados por Israel como el Orbiter 2-M y el Aerostar, ambos drones se fabrican en la planta de Azad Systems Company, propiedad del gobierno, el jefe de la Industria de Defensa Yaver Jamalov, dijo que a finales de 2011 se produjeron 60 vehículos aéreos no tripulados.

### Inventario actual
| Aeronave                | Origen               | Tipo                    | Variante             | En servicio          | Notas                                 |                      |
| Aeronaves de combate    | Aeronaves de combate | Aeronaves de combate    | Aeronaves de combate | Aeronaves de combate | Aeronaves de combate                  | Aeronaves de combate |
| ----------------------- | -------------------- | ----------------------- | -------------------- | -------------------- | ------------------------------------- | -------------------- |
| MiG-21                  | Rusia                | caza                    |                      | 5                    |                                       |                      |
| MiG-29                  | Rusia                | caza-bombardero         |                      | 13                   |                                       |                      |
| Sukhoi Su-25            | Rusia                | ataque                  |                      | 11                   |                                       |                      |
| Aeronaves de transporte |                      |                         |                      |                      |                                       |                      |
| Ilyushin Il-76          | Rusia                | transporte              |                      | 1                    |                                       |                      |
| Helicópteros            |                      |                         |                      |                      |                                       |                      |
| Kamov Ka-27             | Rusia                | utilitario              | Ka-32                | 4                    |                                       |                      |
| Mil Mi-17               | Rusia                | utilitario / transporte |                      | 50                   | 15 más ordenados                      |                      |
| Mil Mi-24               | Rusia                | ataque                  | Mi-35                | 18                   |                                       |                      |
| Entrenadores            |                      |                         |                      |                      |                                       |                      |
| Aero L-39               | República Checa      | jet entrenador          |                      | 12                   |                                       |                      |
| PZL Mi-2                | Polonia              | entrenador              |                      | 7                    |                                       |                      |
| UAV                     |                      |                         |                      |                      |                                       |                      |
| Hermes 450              | Israel               | vigilancia              |                      | 10                   |                                       |                      |
| IAI Heron               | Israel               | vigilancia              |                      | 5                    |                                       |                      |
| IAI Searcher            | Israel               | vigilancia              |                      | 5                    |                                       |                      |
| Orbiter                 | Israel               | vigilancia              |                      | 14                   | producido bajo licencia en Azerbaiyán |                      |
| Aerostar                | Israel               | vigilancia              |                      | 46                   | producido bajo licencia en Azerbaiyán |                      |